# Appui des médias d'information lors de l'élection présidentielle américaine de 2020
Divers journaux et magazines appuient les candidats lors de l'élection présidentielle américaine de 2020. Les tableaux ci-dessous présentent également pour quel candidat chaque publication apporte son soutien lors de l'Élection présidentielle américaine de 2016. Les appuis des médias lors des primaires présidentielles aux États-Unis de 2020 ne sont pas répertoriés dans cet article.

## Journaux quotidiens
| Journal                              | Appui en 2020       | Date          | Ville             | État                 | Appui en 2016       |
| ------------------------------------ | ------------------- | ------------- | ----------------- | -------------------- | ------------------- |
| The Dallas Morning News              | aucun               | 16 février    | Dallas            | Texas                | Hillary Clinton     |
| Sun-Sentinel,                        | Joe Biden           | 21 août       | Fort Lauderdale   | Floride              | Hillary Clinton     |
| Orlando Sentinel                     | Joe Biden           | 21 août       | Orlando           | Floride              | aucun               |
| Chicago Sun-Times                    | Joe Biden           | 21 août       | Chicago           | Illinois             | Hillary Clinton     |
| Seattle Times                        | Joe Biden           | 21 août       | Seattle           | Washington           | Hillary Clinton     |
| Santa Barbara News-Press             | Donald Trump        | 1er septembre | Santa Barbara     | Californie           | Donald Trump        |
| The Mercury News                     | Joe Biden           | 5 septembre   | San Jose          | Californie           | Hillary Clinton     |
| East Bay Times                       | Joe Biden           | 5 septembre   | Walnut Creek      | Californie           | Hillary Clinton     |
| Los Angeles Times                    | Joe Biden           | 10 septembre  | Los Angeles       | California           | Hillary Clinton     |
| The Berkshire Eagle                  | Joe Biden           | 11 septembre  | Pittsfield        | Massachusetts        | Hillary Clinton     |
| Brattleboro Reformer                 | Joe Biden           | 13 septembre  | Brattleboro       | Vermont              | aucun               |
| Miami Herald                         | aucun               | 17 septembre  | Miami             | Floride              | Hillary Clinton     |
| Kansas City Star                     | aucun               | 17 septembre  | Kansas City       | Missouri             | Hillary Clinton     |
| The Sacramento Bee                   | aucun               | 17 septembre  | Sacramento        | Californie           | Hillary Clinton     |
| The Charlotte Observer               | aucun               | 17 septembre  | Charlotte         | North Carolina       | Hillary Clinton     |
| The News & Observer                  | aucun               | 17 septembre  | Raleigh           | North Carolina       | Hillary Clinton     |
| Fort Worth Star-Telegram             | aucun               | 17 septembre  | Fort Worth        | Texas                | contre Donald Trump |
| Walla Walla Union-Bulletin           | Joe Biden           | 18 septembre  | Walla Walla       | Washington           |                     |
| Times Herald-Record                  | Joe Biden           | 20 septembre  | Middletown        | New York             |                     |
| Detroit Free Press                   | Joe Biden           | 20 septembre  | Detroit           | Michigan             | Hillary Clinton     |
| Chicago Tribune                      | Joe Biden           | 25 septembre  | Chicago           | Illinois             | Gary Johnson        |
| The Baltimore Sun                    | Joe Biden           | 25 septembre  | Baltimore         | Maryland             | Hillary Clinton     |
| Lincoln Journal Star                 | Joe Biden           | 26 septembre  | Lincoln           | Nebraska             | Hillary Clinton     |
| The Oregonian                        | Joe Biden           | 27 septembre  | Portland          | Oregon               | aucun               |
| Washington Post                      | Joe Biden           | 28 septembre  | Washington        | District de Columbia | Hillary Clinton     |
| Times-Standard                       | Joe Biden           | 1er octobre   | Eureka            | Californie           | Hillary Clinton     |
| San Diego Union-Tribune              | Joe Biden           | 2 octobre     | San Diego         | Californie           | Hillary Clinton     |
| San Francisco Chronicle              | Joe Biden           | 3 octobre     | San Francisco     | Californie           | Hillary Clinton     |
| The Des Moines Register              | Joe Biden           | 3 octobre     | Des Moines        | Iowa                 | Hillary Clinton     |
| Las Vegas Review-Journal             | Donald Trump        | 3 octobre     | Las Vegas         | Nevada               | Donald Trump        |
| Kennebec Journal                     | Joe Biden           | 4 octobre     | Augusta           | Maine                | Hillary Clinton     |
| Las Vegas Sun                        | Joe Biden           | 4 octobre     | Las Vegas         | Nevada               | Hillary Clinton     |
| The Scranton Times-Tribune           | Joe Biden           | 4 octobre     | Scranton          | Pennsylvania         | Hillary Clinton     |
| Wisconsin State Journal              | Joe Biden           | 4 octobre     | Madison           | Wisconsin            | Hillary Clinton     |
| The Repository                       | aucun               | 4 octobre     | Canton            | Ohio                 | aucun               |
| Portland Press Herald                | Joe Biden           | 5 octobre     | Portland          | Maine                | Hillary Clinton     |
| The New York Times,                  | Joe Biden           | 6 octobre     | New York          | New York             | Hillary Clinton     |
| Boston Globe                         | Joe Biden           | 7 octobre     | Boston            | Massachusetts        | Hillary Clinton     |
| Arizona Daily Star                   | Joe Biden           | 8 octobre     | Tucson            | Arizona              | aucun               |
| The Palm Beach Post                  | Joe Biden           | 8 octobre     | Palm Beach        | Floride              | aucun               |
| Daily Herald                         | Joe Biden           | 8 octobre     | Arlington Heights | Illinois             | Hillary Clinton     |
| The Gazette                          | Joe Biden           | 8 octobre     | Cedar Rapids      | Iowa                 | Hillary Clinton     |
| Bangor Daily News                    | Joe Biden           | 8 octobre     | Bangor            | Maine                | Hillary Clinton     |
| Houston Chronicle                    | Joe Biden           | 8 octobre     | Houston           | Texas                | Hillary Clinton     |
| Kenosha News                         | Joe Biden           | 8 octobre     | Kenosha           | Wisconsin            | Hillary Clinton     |
| Tampa Bay Times                      | Joe Biden           | 9 octobre     | St. Petersburg    | Floride              | Hillary Clinton     |
| Minneapolis Star Tribune             | Joe Biden           | 9 octobre     | Minneapolis       | Minnesota            | Hillary Clinton     |
| Daily Hampshire Gazette              | Joe Biden           | 9 octobre     | Northampton       | Massachusetts        | Hillary Clinton     |
| St. Louis Post-Dispatch              | Joe Biden           | 10 octobre    | St. Louis         | Missouri             | Hillary Clinton     |
| The York Dispatch                    | Joe Biden           | 10 octobre    | York              | Pennsylvanie         |                     |
| The Keene Sentinel                   | Joe Biden           | 10 octobre    | Keene             | New Hampshire        | Hillary Clinton     |
| Newsday                              | Joe Biden           | 10 octobre    | Long Island       | New York             | Hillary Clinton     |
| The Press Democrat                   | Joe Biden           | 10 octobre    | Santa Rosa        | Californie           | Hillary Clinton     |
| Chico Enterprise-Record              | Joe Biden           | 11 octobre    | Chico             | Californie           | aucun               |
| Santa Cruz Sentinel                  | Joe Biden           | 11 octobre    | Santa Cruz        | Californie           | Hillary Clinton     |
| The News-Gazette                     | Joe Biden           | 11 octobre    | Champaign         | Illinois             | aucun               |
| The Dispatch / The Rock Island Argus | Joe Biden           | 11 octobre    | Moline            | Illinois             | aucun               |
| Quad-City Times                      | Joe Biden           | 11 octobre    | Davenport         | Iowa                 | Hillary Clinton     |
| The Capital                          | Joe Biden           | 11 octobre    | Annapolis         | Maryland             | aucun               |
| Omaha World-Herald                   | Joe Biden           | 11 octobre    | Omaha             | Nebraska             | Hillary Clinton     |
| The Star-Ledger                      | Joe Biden           | 11 octobre    | Newark            | New Jersey           | Hillary Clinton     |
| The Plain Dealer                     | Joe Biden           | 11 octobre    | Cleveland         | Ohio                 | Hillary Clinton     |
| The Bulletin                         | Joe Biden           | 11 octobre    | Bend              | Oregon               | Hillary Clinton     |
| Philadelphia Inquirer                | Joe Biden           | 11 octobre    | Philadelphia      | Pennsylvanie         | Hillary Clinton     |
| The Citizens' Voice                  | Joe Biden           | 11 octobre    | Wilkes-Barre      | Pennsylvanie         | Hillary Clinton     |
| Beaumont Enterprise                  | Joe Biden           | 11 octobre    | Beaumont          | Texas                | Hillary Clinton     |
| San Antonio Express-News             | Joe Biden           | 11 octobre    | San Antonio       | Texas                | Hillary Clinton     |
| Laredo Morning Times                 | Joe Biden           | 13 octobre    | Laredo            | Texas                | aucun               |
| Marin Independent Journal            | Joe Biden           | 14 octobre    | San Rafael        | Californie           | Hillary Clinton     |
| The Columbus Dispatch                | Joe Biden           | 14 octobre    | Columbus          | Ohio                 | Hillary Clinton     |
| Honolulu Star-Advertiser             | Joe Biden           | 15 octobre    | Honolulu          | Hawaii               | Hillary Clinton     |
| Asheville Citizen-Times              | Joe Biden           | 15 octobre    | Asheville         | North Carolina       | Hillary Clinton     |
| Stamford Advocate                    | Joe Biden           | 16 octobre    | Stamford          | Connecticut          | Hillary Clinton     |
| The Intelligencer                    | aucun               | 16 octobre    | Doylestown        | Pennsylvanie         |                     |
| Bucks County Courier Times           | aucun               | 16 octobre    | Levittown         | Pennsylvanie         |                     |
| Walla Walla Union-Bulletin           | Joe Biden           | 16 octobre    | Walla Walla       | Washington           | Hillary Clinton     |
| Buffalo News                         | Joe Biden           | 17 octobre    | Buffalo           | New York             | Hillary Clinton     |
| The Decatur Daily                    | Joe Biden           | 18 octobre    | Decatur           | Alabama              | Hillary Clinton     |
| Times Union                          | Joe Biden           | 18 octobre    | Albany            | New York             | Hillary Clinton     |
| El Nuevo Día                         | Joe Biden           | 18 octobre    | Guaynabo          | Puerto Rico          | aucun               |
| The Republican                       | Joe Biden           | 18 octobre    | Springfield       | Massachusetts        | Hillary Clinton     |
| Hartford Courant                     | Joe Biden           | 18 octobre    | Hartford          | Connecticut          | Hillary Clinton     |
| The Jersey Journal                   | Joe Biden           | 18 octobre    | Secaucus          | New Jersey           | Hillary Clinton     |
| Austin American-Statesman            | Joe Biden           | 18 octobre    | Austin            | Texas                | aucun               |
| Arkansas Democrat-Gazette,           | aucun               | 18 octobre    | Little Rock       | Arkansas             | aucun,              |
| The Florida Times-Union              | aucun               | 18 octobre    | Jacksonville      | Floride              | Donald Trump        |
| USA Today                            | Joe Biden           | 20 octobre    | McLean            | Virginia             | contre Donald Trump |
| La Opinión                           | Joe Biden           | 20 octobre    | Los Angeles       | Californie           | Hillary Clinton     |
| Oroville Mercury-Register            | Joe Biden           | 22 octobre    | Oroville          | Californie           | aucun               |
| The Record                           | Joe Biden           | 23 octobre    | Hackensack        | New Jersey           | Hillary Clinton     |
| The Durango Herald                   | Joe Biden           | 23 octobre    | Durango           | Colorado             |                     |
| The Salt Lake Tribune                | aucun               | 23 octobre    | Salt Lake City    | Utah                 | Hillary Clinton     |
| Valley News                          | Joe Biden           | 24 octobre    | Lebanon           | New Hampshire        | Hillary Clinton     |
| The Eagle-Tribune                    | Joe Biden           | 24 octobre    | North Andover     | Massachusetts        | Hillary Clinton     |
| New Hampshire Union Leader           | Joe Biden           | 24 octobre    | Manchester        | New Hampshire        | Gary Johnson        |
| Savannah Morning News                | aucun               | 24 octobre    | Savannah          | Georgia              | Donald Trump        |
| The Topeka Capital-Journal           | Joe Biden           | 24 octobre    | Topeka            | Kansas               | Donald Trump        |
| Iowa City Press-Citizen              | Joe Biden           | 24 octobre    | Iowa City         | Iowa                 | Hillary Clinton     |
| Record-Journal                       | Joe Biden           | 24 octobre    | Meriden           | Connecticut          | aucun               |
| The Daily Item                       | Joe Biden           | 24 octobre    | Sunbury           | Pennsylvanie         | Hillary Clinton     |
| Vallejo Times-Herald                 | Joe Biden           | 25 octobre    | Vallejo           | Californie           | aucun               |
| Concord Monitor                      | contre Donald Trump | 25 octobre    | Concord           | New Hampshire        |                     |
| The Reporter                         | Joe Biden           | 25 octobre    | Vacaville         | Californie           |                     |
| Mankato Free Press                   | Joe Biden           | 25 octobre    | Mankato           | Minnesota            | Hillary Clinton     |
| The Philadelphia Tribune             | Joe Biden           | 25 octobre    | Boston            | Massachusetts        | aucun               |
| El Paso Times                        | Joe Biden           | 25 octobre    | El Paso           | Texas                | Hillary Clinton     |
| The Spokesman-Review                 | Donald Trump        | 25 octobre    | Spokane           | Washington           | Hillary Clinton     |
| The New York Sun                     | Donald Trump        | 25 octobre    | Manhattan         | New York             |                     |
| The Gazette                          | Donald Trump        | 25 octobre    | Colorado Springs  | Colorado             | aucun               |
| New York Post                        | Donald Trump        | 26 octobre    | New York          | New York             |                     |
| Gloucester Daily Times               | Joe Biden           | 26 octobre    | Cape Ann          | Massachusetts        | aucun               |
| The Times Record                     | Joe Biden           | 26 octobre    | Brunswick         | Maine                | aucun               |
| The Daily News of Newburyport        | Joe Biden           | 26 octobre    | Newburyport       | Massachusetts        | aucun               |
| The Salem News                       | Joe Biden           | 26 octobre    | Salem             | Massachusetts        | Hillary Clinton     |
| Boston Herald                        | Donald Trump        | 27 octobre    | Boston            | Massachusetts        | aucun               |
| The Patriot-News                     | Joe Biden           | 28 octobre    | Mechanicsburg     | Pennsylvanie         | aucun               |
| Detroit News                         | aucun               | 28 octobre    | Detroit           | Michigan             | Gary Johnson        |
| The Citizen                          | Joe Biden           | 29 octobre    | Auburn            | New York             |                     |
| The Recorder                         | Joe Biden           | 29 octobre    | Greenfield        | Massachusetts        |                     |
| The Daily Nonpareil                  | Joe Biden           | 30 octobre    | Council Bluffs    | Iowa                 |                     |
| Star Tribune                         | Joe Biden           | 30 octobre    | Minneapolis       | Minnesota            |                     |
| Eau Claire Leader-Telegram           | Joe Biden           | 30 octobre    | Eau Claire        | Wisconsin            |                     |
| The Post-Standard                    | Joe Biden           | 30 octobre    | Syracuse          | New York             | Hillary Clinton     |
| Charleston Gazette-Mail              | Joe Biden           | 30 octobre    | Charleston        | West Virginia        |                     |
| The Daily Star                       | Joe Biden           | 30 octobre    | Oneonta           | New York             |                     |
| Tribune-Star                         | Joe Biden           | 30 octobre    | Terre Haute       | Indiana              | Hillary Clinton     |
| The Clarion-Ledger                   | aucun               | 30 octobre    | Jackson           | Mississippi          | aucun               |
| Hattiesburg American                 | aucun               | 30 octobre    | Hattiesburg       | Mississippi          | aucun               |
| The Cincinnati Enquirer              | aucun               | 30 octobre    | Cincinnati        | Ohio                 | Hillary Clinton,    |
| Columbia Daily Tribune               | aucun               | 31 octobre    | Columbia          | Missouri             |                     |
| The Daily News                       | aucun               | 31 octobre    | Batavia           | New York             |                     |
| The Herald Bulletin                  | Joe Biden           | 31 octobre    | Anderson          | Indiana              | Hillary Clinton     |
| The Tribune-Democrat                 | Joe Biden           | 31 octobre    | Johnstown         | Pennsylvanie         | Hillary Clinton     |
| Republican-American                  | Donald Trump        | 31 octobre    | Waterbury         | Connecticut          | Donald Trump        |
| The Brunswick News                   | Donald Trump        | 31 octobre    | Brunswick         | Georgia              |                     |
| Pittsburgh Post-Gazette              | Donald Trump        | 1er novembre  | Pittsburgh        | Pennsylvanie         | Hillary Clinton     |
| The Blade                            | Donald Trump        | 1er novembre  | Toledo            | Ohio                 | aucun               |
| Staten Island Advance                | Joe Biden           | 1er novembre  | Staten Island     | New York             |                     |
| Omaha World-Herald                   | Joe Biden           | 1er novembre  | Omaha             | Nebraska             |                     |
| New York Daily News                  | Joe Biden           | 1er novembre  | New York          | New York             | Hillary Clinton     |
| Erie Times-News                      | aucun               | 1er novembre  | Erie              | Pennsylvanie         |                     |
| Journal Star                         | aucun               | 1er novembre  | Peoria            | Illinois             |                     |
| Wausau Pilot & Review                | aucun               | 1er novembre  | Wausau            | Wisconsin            |                     |
| Times West Virginian                 | aucun               | 1er novembre  | Fairmont          | West Virginia        |                     |
| Herald-Whig                          | aucun               | 1er novembre  | Quincy            | Illinois             |                     |
| Northeast Mississippi Daily Journal  | aucun               | 1er novembre  | Tupelo            | Mississippi          |                     |
| St. Joseph News-Press                | Donald Trump        | 3 novembre    | St. Joseph        | Missouri             |                     |

## Journaux hebdomadaires
| Journal                       | Appui en 2020       | Date         | Ville               | État                 | Appui en 2016   |
| ----------------------------- | ------------------- | ------------ | ------------------- | -------------------- | --------------- |
| The Chicago Crusader          | Joe Biden           | 17 mars      | Chicago             | Illinois             | Hillary Clinton |
| Black Voice News              | Joe Biden           | 21 septembre | Riverside           | Californie           | aucun           |
| Bay Windows                   | Joe Biden           | 23 septembre | Boston              | Massachusetts        | Hillary Clinton |
| Between the Lines             | Joe Biden           | 23 septembre | Livonia             | Michigan             | Hillary Clinton |
| Dallas Voice                  | Joe Biden           | 23 septembre | Dallas              | Texas                | Hillary Clinton |
| Gay City News                 | Joe Biden           | 23 septembre | New York            | New York             | Hillary Clinton |
| Philadelphia Gay News         | Joe Biden           | 23 septembre | Philadelphie        | Pennsylvanie         | Hillary Clinton |
| Washington Blade              | Joe Biden           | 23 septembre | Washington          | District de Columbia | Hillary Clinton |
| Windy City Times              | Joe Biden           | 23 septembre | Chicago             | Illinois             | Hillary Clinton |
| The Georgia Voice             | Joe Biden           | 23 septembre | Atlanta             | Georgia              | Hillary Clinton |
| Los Angeles Blade             | Joe Biden           | 23 septembre | Los Angeles         | Californie           | Hillary Clinton |
| Watermark Online              | Joe Biden           | 23 septembre | Orlando             | Floride              | Hillary Clinton |
| The Jewish Voice              | Donald Trump        | 23 septembre | New York            | New York             | Donald Trump    |
| Bay Area Reporter             | Joe Biden           | 23 septembre | San Francisco       | Californie           | Hillary Clinton |
| La Gaceta                     | Joe Biden           | 25 septembre | Tampa               | Floride              | Hillary Clinton |
| Ouachita Citizen              | Donald Trump        | 30 septembre | West Monroe         | Louisiane            |                 |
| Charleston City Paper         | Joe Biden           | 30 septembre | Charleston          | Caroline du Sud      | Hillary Clinton |
| San Francisco Bay Guardian    | Joe Biden           | 1er octobre  | San Francisco       | Californie           | Hillary Clinton |
| South Florida Caribbean News  | Joe Biden           | 2 octobre    | Miami               | Floride              |                 |
| Austin Chronicle              | Joe Biden           | 2 octobre    | Austin              | Texas                | Hillary Clinton |
| Colorado Springs Independent  | Joe Biden           | 7 octobre    | Colorado Springs    | Colorado             |                 |
| Boulder Weekly                | Joe Biden           | 8 octobre    | Boulder             | Colorado             | Hillary Clinton |
| Monterey County Weekly        | Joe Biden           | 8 octobre    | Seaside             | Californie           | Hillary Clinton |
| News & Review                 | Joe Biden           | 8 octobre    | Sacramento          | Californie           | Hillary Clinton |
| The Weekly Issue/El Semanario | Joe Biden           | 9 octobre    | Greenwood Village   | Colorado             |                 |
| Sentinel Colorado             | Joe Biden           | 12 octobre   | Aurora              | Colorado             |                 |
| Winston-Salem Chronicle       | Joe Biden           | 14 octobre   | Winston-Salem       | North Carolina       |                 |
| The Stranger                  | Joe Biden           | 14 octobre   | Seattle             | Washington           | Hillary Clinton |
| Bernardsville News            | Joe Biden           | 14 octobre   | Bernardsville       | New Jersey           |                 |
| Willamette Week               | Joe Biden           | 14 octobre   | Portland            | Oregon               | Hillary Clinton |
| The Georgetowner              | Joe Biden           | 14 octobre   | Washington          | DC                   | Hillary Clinton |
| The Capital Times             | Joe Biden           | 14 octobre   | Madison             | Wisconsin            | Hillary Clinton |
| The Martha's Vineyard Times   | Joe Biden           | 14 octobre   | Martha's Vineyard   | Massachusetts        | Hillary Clinton |
| Marysville Advocate           | Joe Biden           | 14 octobre   | Marysville          | Kansas               |                 |
| Northwest Asian Weekly        | Joe Biden           | 15 octobre   | Seattle             | Washington           | aucun           |
| Eugene Weekly                 | Joe Biden           | 15 octobre   | Eugene              | Oregon               |                 |
| The Skanner                   | Joe Biden           | 16 octobre   | Portland            | Oregon               |                 |
| The Jewish Press              | Donald Trump        | 21 octobre   | New York            | New York             | Donald Trump    |
| Washington Jewish Week        | Joe Biden           | 21 octobre   | Rockville           | Maryland             | Hillary Clinton |
| Crested Butte News            | Joe Biden           | 21 octobre   | Crested Butte       | Colorado             |                 |
| The Source Weekly             | Joe Biden           | 21 octobre   | Bend                | Oregon               | Hillary Clinton |
| New York Carib News           | Joe Biden           | 21 octobre   | New York            | New York             |                 |
| Baltimore Jewish Times        | Joe Biden           | 22 octobre   | Owings Mills        | Maryland             | Hillary Clinton |
| Irish Voice                   | contre Donald Trump | 23 octobre   | New York            | New York             |                 |
| Falls Church News-Press       | Joe Biden           | 23 octobre   | Falls Church        | Virginia             | Hillary Clinton |
| Chicago Defender              | Joe Biden           | 23 octobre   | Chicago             | Illinois             | Hillary Clinton |
| The Philadelphia Tribune      | Joe Biden           | 23 octobre   | Philadelphie        | Pennsylvanie         | Hillary Clinton |
| Orlando Weekly                | Joe Biden           | 23 octobre   | Orlando             | Floride              | aucun           |
| City Pulse                    | Joe Biden           | 23 octobre   | Lansing             | Michigan             | aucun           |
| Caribbean National Weekly     | Joe Biden           | 23 octobre   | Fort Lauderdale     | Floride              | aucun           |
| Louisiana Weekly              | Joe Biden           | 26 octobre   | La Nouvelle-Orléans | Louisiane            | aucun           |
| Idaho Mountain Express        | Joe Biden           | 28 octobre   | Ketchum             | Idaho                |                 |
| Dorchester Reporter           | Joe Biden           | 28 octobre   | Dorchester          | Massachusetts        |                 |
| The St. Louis American        | Joe Biden           | 28 octobre   | St. Louis           | Missouri             |                 |
| Laurel Leader-Call            | Donald Trump        | 28 octobre   | Laurel              | Mississippi          |                 |
| Madison County Journal        | Donald Trump        | 28 octobre   | Ridgeland           | Mississippi          |                 |
| Storm Lake Times              | Joe Biden           | 28 octobre   | Storm Lake          | Iowa                 |                 |
| Addison County Independent    | Joe Biden           | 29 octobre   | Middlebury          | Vermont              |                 |
| Riverhead News Review         | Joe Biden           | 29 octobre   | Mattituck           | New York             |                 |
| Anchorage Press               | Brock Pierce        | 29 octobre   | Anchorage           | Alaska               |                 |
| Gary Crusader                 | Joe Biden           | 29 octobre   | Gary                | Indiana              |                 |
| Boston Irish Reporter         | Joe Biden           | 29 octobre   | Boston              | Massachusetts        |                 |
| Shelter Island Reporter       | Joe Biden           | 30 octobre   | Shelter Island      | New York             |                 |
| The Arab American News        | Joe Biden           | 30 octobre   | Dearborn            | Michigan             |                 |
| The Irish Echo                | Joe Biden           | 31 octobre   | New York            | New York             |                 |
| Tennessee Tribune             | Joe Biden           | 1er novembre | Nashville           | Tennessee            |                 |

## Journaux étudiants
| Journal                                                            | Appui en 2020 | Date         | Ville               | État          | Appui en 2016   |
| ------------------------------------------------------------------ | ------------- | ------------ | ------------------- | ------------- | --------------- |
| The Maroon (Loyola University New Orleans)                         | Joe Biden     | 1er octobre  | La Nouvelle-Orléans | Louisiane     |                 |
| The Daily Illini (University of Illinois at Urbana–Champaign)      | Joe Biden     | 1er octobre  | Champaign           | Illinois      |                 |
| The Shorthorn (University of Texas at Arlington)                   | Joe Biden     | 7 octobre    | Arlington           | Texas         | aucun           |
| The Beacon (University of Portland)                                | Joe Biden     | 8 octobre    | Portland            | Oregon        | Hillary Clinton |
| The Justice (Brandeis University)                                  | Joe Biden     | 10 octobre   | Waltham             | Massachusetts |                 |
| Daily Bruin (University of California, Los Angeles),               | Joe Biden     | 12 octobre   | Los Angeles         | Californie    | Hillary Clinton |
| North Texas Daily (University of North Texas)                      | Joe Biden     | 15 octobre   | Denton              | Texas         | aucun           |
| Iowa State Daily (Iowa State University)                           | Joe Biden     | 18 octobre   | Ames                | Iowa          | Hillary Clinton |
| The Daily Iowan (University of Iowa)                               | Joe Biden     | 18 octobre   | Iowa City           | Iowa          | Hillary Clinton |
| The Independent Florida Alligator (University of Florida)          | Joe Biden     | 19 octobre   | Gainesville         | Floride       | Hillary Clinton |
| The Emory Wheel (Emory University)                                 | Joe Biden     | 26 octobre   | Atlanta             | Georgia       |                 |
| The Michigan Daily (University of Michigan)                        | Joe Biden     | 26 octobre   | Ann Arbor           | Michigan      | Hillary Clinton |
| The Cornell Daily Sun (Cornell University)                         | Joe Biden     | 27 octobre   | Ithaca              | New York      | Hillary Clinton |
| The Daily Pennsylvanian (University of Pennsylvania)               | Joe Biden     | 27 octobre   | Philadelphie        | Pennsylvanie  | Hillary Clinton |
| The Sewanee Purple (Sewanee: The University of the South)          | Joe Biden     | 27 octobre   | Sewanee             | Tennessee     |                 |
| The Miami Hurricane (University of Miami)                          | Joe Biden     | 28 octobre   | Coral Gables        | Florida       |                 |
| Whitman Wire (Whitman College)                                     | Joe Biden     | 28 octobre   | Walla Walla         | Washington    |                 |
| The Rider News (Rider University)                                  | Joe Biden     | 28 octobre   | Lawrenceville       | New Jersey    |                 |
| The Daily Californian (University of California, Berkeley)         | Joe Biden     | 29 octobre   | Berkeley            | Californie    |                 |
| The Rocket (Slippery Rock University of Pennsylvania)              | Joe Biden     | 30 octobre   | Slippery Rock       | Pennsylvanie  |                 |
| The Bowdoin Orient (Bowdoin College)                               | Joe Biden     | 30 octobre   | Brunswick           | Maine         |                 |
| The Daily Targum (Rutgers University)                              | Joe Biden     | 30 octobre   | New Brunswick       | New Jersey    |                 |
| The Columbia Chronicle (Columbia College Chicago)                  | Joe Biden     | 30 octobre   | Chicago             | Illinois      |                 |
| Coast Report (Orange Coast College)                                | Joe Biden     | 30 octobre   | Costa Mesa          | Californie    |                 |
| Daily Trojan (University of Southern California)                   | Joe Biden     | 30 octobre   | Los Angeles         | Californie    |                 |
| The Record (College of Saint Benedict and Saint John's University) | Joe Biden     | 30 octobre   | St. Joseph          | Minnesota     |                 |
| The Dartmouth (Dartmouth College)                                  | Joe Biden     | 30 octobre   | Hanover             | New Hampshire | Hillary Clinton |
| The Quad (West Chester University)                                 | Joe Biden     | 30 octobre   | West Chester        | Pennsylvanie  |                 |
| The Daily Cardinal (University of Wisconsin-Madison)               | Joe Biden     | 30 octobre   | Madison             | Wisconsin     |                 |
| The Georgetown Voice (Georgetown University)                       | Joe Biden     | 31 octobre   | Washington          | D.C.          |                 |
| The Famuan (Florida A&M University)                                | Joe Biden     | 1er novembre | Tallahassee         | Floride       |                 |
| The Crimson White (University of Alabama)                          | Joe Biden     | 1er novembre | Tuscaloosa          | Alabama       |                 |
| The Pitt News (University of Pittsburgh)                           | Joe Biden     | 2 novembre   | Pittsburgh          | Pennsylvanie  |                 |
| Kent Stater (Kent State University)                                | Joe Biden     | 2 novembre   | Kent                | Ohio          |                 |

## Magazines
| Magazine            | Appui en 2020 | Date         | Appui en 2016       |
| ------------------- | ------------- | ------------ | ------------------- |
| The Advocate        | Joe Biden     | 25 juin      |                     |
| Scientific American | Joe Biden     | 15 septembre | contre Donald Trump |
| The New Yorker      | Joe Biden     | 28 septembre | Hillary Clinton     |
| Ami Magazine        | Donald Trump  | 30 septembre |                     |
| The Nation          | Joe Biden     | 1er octobre  |                     |
| Surfer              | Joe Biden     | 1er octobre  | aucun               |
| Rolling Stone       | Joe Biden     | 19 octobre   | Hillary Clinton     |
| The Atlantic        | Joe Biden     | 22 octobre   | Hillary Clinton     |
| Washington Examiner | Donald Trump  | 26 octobre   |                     |
| Metro Weekly        | Joe Biden     | 29 octobre   |                     |

1. ↑  This was Scientific American's first-ever endorsement in a presidential race.
2. ↑  This was Surfer Magazine's first-ever endorsement in a presidential race.
3. ↑  The editor of the Washington Examiner, Seth Mandel, separately stated that he would not vote for Trump.

## Revues scientifiques
| Revue                               | Appui en 2020       | Date       | Appui en 2016 |
| ----------------------------------- | ------------------- | ---------- | ------------- |
| The Lancet Oncology                 | Joe Biden           | 5 octobre  | aucun         |
| The New England Journal of Medicine | contre Donald Trump | 7 octobre  | aucun         |
| Nature                              | Joe Biden           | 14 octobre |               |
| The Lancet                          | Change              | 30 octobre | aucun         |

## Périodiques étrangers
| Périodique                | Appui en 2020             | Date         | Ville                  | Pays             | Appui en 2016       |
| ------------------------- | ------------------------- | ------------ | ---------------------- | ---------------- | ------------------- |
| Kathimerini               | Joe Biden                 | June 3       | Le Pirée               | Grèce            | aucun               |
| Waterloo Region Record    | Joe Biden                 | 14 août      | Kitchener              | Canada           |                     |
| The Hindu                 | Joe Biden                 | 22 août      | Chennai                | Inde             |                     |
| Apple Daily               | Donald Trump              | 2 septembre  | Tseung Kwan O New Town | Hong Kong        |                     |
| The Scotsman              | Joe Biden                 | 11 octobre   | Édimbourg              | Scotland         |                     |
| Solidarity                | Howie Hawkins             | 14 octobre   | Londres                | United Kingdom   | ni Clinton ni Trump |
| Hindustan Times           | Joe Biden                 | 23 octobre   | New Delhi              | Inde             | aucun               |
| El Universal              | Joe Biden                 | 25 octobre   | Mexico                 | Mexique          | aucun               |
| The Guardian              | Joe Biden                 | 28 octobre   | Londres                | United Kingdom   | Hillary Clinton     |
| The Economist             | Joe Biden                 | 29 octobre   | Londres                | United Kingdom   | Hillary Clinton     |
| Toronto Star              | Joe Biden                 | 30 octobre   | Toronto                | Canada           | contre Donald Trump |
| The Irish Times           | Joe Biden                 | 30 octobre   | Dublin                 | Irlande          |                     |
| The Irish News            | Joe Biden                 | 31 octobre   | Belfast                | Northern Ireland |                     |
| The Sydney Morning Herald | Joe Biden                 | 1er novembre | Sydney                 | Australie        | contre Donald Trump |
| The Globe and Mail        | Joe Biden                 | 1er novembre | Toronto                | Canada           |                     |
| The Age                   | Joe Biden                 | 1er novembre | Melbourne              | Australie        | Hillary Clinton     |
| Times of Malta            | Joe Biden                 | 1er novembre | Valletta               | Malte            | Hillary Clinton     |
| Irish Independent         | Joe Biden                 | 1er novembre | Dublin                 | Irlande          |                     |
| Village                   | Joe Biden                 | 1er novembre | Dublin                 | Irlande          |                     |
| Sunday Independent        | Joe Biden                 | 1er novembre | Dublin                 | Irlande          | Hillary Clinton     |
| The Observer              | Joe Biden                 | 1er novembre | Londres                | United Kingdom   | Hillary Clinton     |
| Morning Star              | contre Donald Trump       | 2 novembre   | Londres                | United Kingdom   |                     |
| The Independent           | contre Donald Trump       | 2 novembre   | Londres                | United Kingdom   |                     |
| Haaretz                   | contre Donald Trump       | 2 novembre   | Tel Aviv               | Israël           |                     |
| The Gleaner               | contre Donald Trump       | 3 novembre   | Kingston               | Jamaica          | contre Donald Trump |
| Irish Examiner            | contre Donald Trump       | 3 novembre   | Cork                   | Irlande          |                     |
| Jamaica Observer          | Donald Trump ou Joe Biden | 3 novembre   | Kingston               | Jamaica          |                     |
| Spiked                    | Pas Joe Biden             | 3 novembre   | Londres                | United Kingdom   |                     |

## Journalisme en ligne
| Journal en ligne      | Appui en 2020 | Date         | Ville           | État            | Appui en 2016 |
| --------------------- | ------------- | ------------ | --------------- | --------------- | ------------- |
| FITSNews              | Jo Jorgensen  | 2 octobre    | Irmo            | Caroline du Sud | Donald Trump  |
| LA Progressive        | Joe Biden     | 5 octobre    | Los Angeles     | Californie      |               |
| cleveland.com         | Joe Biden     | 11 octobre   | Cleveland       | Ohio            |               |
| World Politics Review | Joe Biden     | 14 octobre   | Tampa           | Floride         | aucun         |
| Deerfield News        | Joe Biden     | 27 octobre   | Deerfield Beach | Floride         |               |
| PennLive              | Joe Biden     | 31 octobre   | Mechanicsburg   | Pennsylvanie    |               |
| Electrek              | Joe Biden     | 31 octobre   |                 |                 |               |
| Vos Iz Neias?         | Donald Trump  | 1er novembre |                 |                 |               |

## Annexe
- Élection présidentielle américaine de 2020